# (18101) Coustenis
(18101) Coustenis (2000 LF32) – planetoida z grupy pasa głównego asteroid okrążająca Słońce w ciągu 3,46 lat w średniej odległości 2,28 j.a. Odkryta 5 czerwca 2000 roku.